# Pancho Villa mauzóleuma
A Pancho Villa-kápolna vagy Pancho Villa mauzóleuma egy kápolna Mexikó Chihuahua államának azonos nevű fővárosában, amit a mexikói forradalom egyik legendás vezére, Pancho Villa építtetett saját maga számára 1913–1914-ben, azonban testét soha nem helyezték el benne. Az épület jelentős turisztikai célpont: évente körülbelül 12 000 látogatója van.

## Az épület és Pancho Villa
Pancho Villa 1913-ban vagy 1914-ben rendelte el, hogy Chihuahua városában építsenek fel egy mauzóleumot számára, ahol halála után majd testét elhelyezik. A feladattal ugyanazt a Santos Vega építőmestert bízta meg, aki a házát is építette. Állítólag (hogy viccből-e, azt nem tudni) megfenyegette a mestert, hogy olyat építsen, ami tetszik neki, és amikor az épület 1915-ben elkészült, Villa megnézte távolról, közelről, körbejárta, és be is ment, végül pisztolyát megmarkolva komoly hangon azt mondta Santos Vegának: „Tudja mit? Nagyon tetszik.”
Amikor 1923-ban Villát meggyilkolták, az állam kormányzója, Ignacio C. Enríquez azt állította, Villának már több sírhelye is van, ezért a holttest végül nem ide került. Az épület körül egy panteon létesült, ahol több forradalmárt eltemettek, de ezt a területet 1957-ben közparkká alakították, csak a mauzóleumot hagyták meg. Luis Echeverría kormánya idején, 1976 körül Villát elnöki rendelettel nemzeti hőssé nyilvánították, és elhatározták, hogy Parralban eltemetett maradványait áthelyezik, ám nem ide, hanem Mexikóvárosba, Francisco Ignacio Madero és más forradalmárok sírjai mellé. (Bár Villa egyik felesége, Bertha Rentería azt állította, hogy miután ellopták Villa koponyáját a parrali sírból, ő kicseréltette a holttestet, nehogy még egyszer valaki megszentségtelenítse a megmaradt csontokat, így ha ez igaz, akkor akinek a testét áthelyezték Mexikóvárosba, az nem is Villa volt.)
2013 elején César Duarte Jáquez kormányzó bejelentette, hogy a mauzóleum épületét áthelyezik a kormánypalota elé. A terv azonnal tiltakozásokat váltott ki, két héttel később tüntetők élőlánccal vették körbe az épületet, egyetemista építészhallgatók pedig szórólapokat terjesztettek a város forgalmas csomópontjain. A tüntetések folytatódtak, hatásukra pedig augusztusban a kormányzó bejelentette: nem valósítják meg a tervet.